# Falman-County Acres
Falman-County Acres é uma Região censo-designada localizada no estado norte-americano do Texas, no Condado de San Patricio.

## Demografia
Segundo o censo norte-americano de 2000, a sua população era de 289 habitantes.

## Geografia
De acordo com o United States Census Bureau tem uma área de
0,6 km², dos quais 0,6 km² cobertos por terra e 0,0 km² cobertos por água.

## Localidades na vizinhança
O diagrama seguinte representa as localidades num raio de 16 km ao redor de Falman-County Acres.